# Cidadania da União Europeia
A Cidadania da União Europeia (frequentemente referida como cidadania europeia) foi estabelecida pelo Tratado de Maastricht ou Tratado da União Europeia (TUE), assinado em 1992.

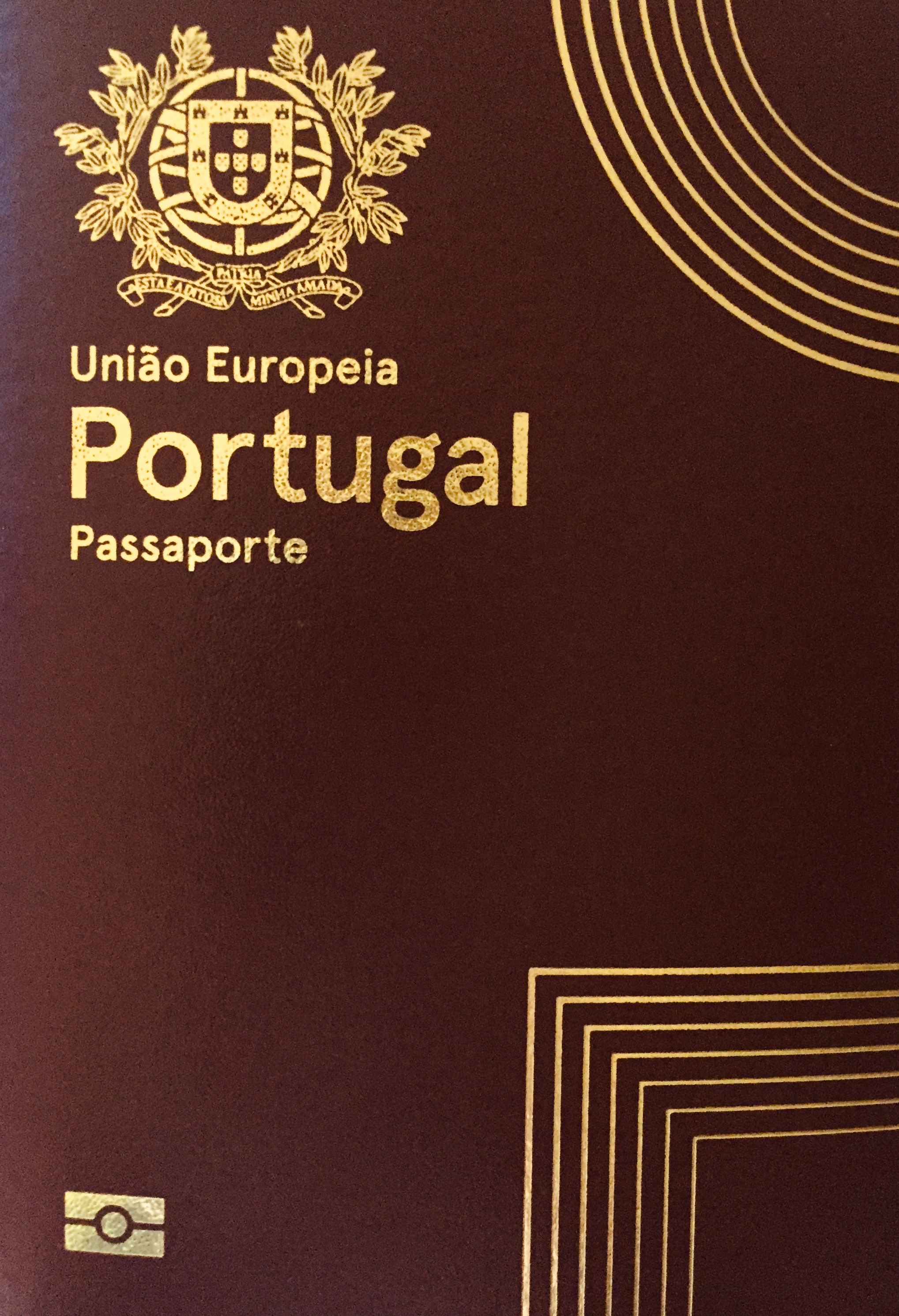
Passaporte Portugal

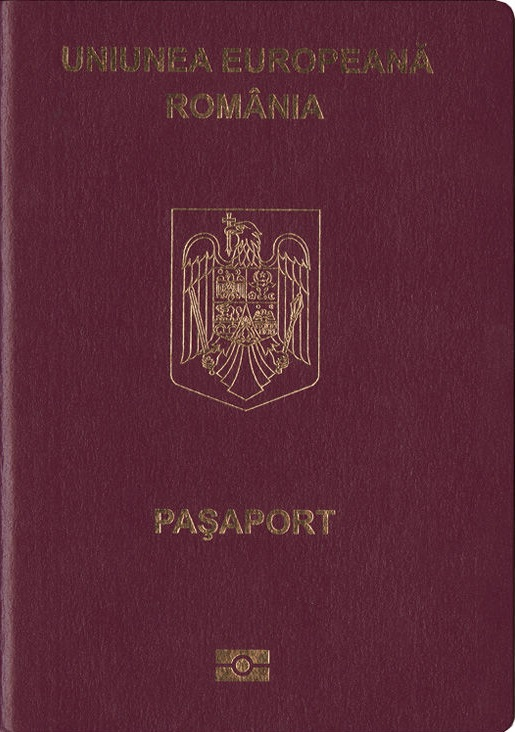
Passaporte Roménia

"É cidadão da União qualquer pessoa que tenha a nacionalidade de um Estado-Membro" (conforme artigo 9.º do Tratado da União Europeia e artigo 20.º do Tratado sobre o Funcionamento da União Europeia [TFUE]). 
A cidadania da União é complementar da cidadania nacional e não a substitui. A nacionalidade das cidadãs e dos cidadãos dos Estados-Membros é inteiramente da competência desses Estados que estabelecem as condições de aquisição e perda da nacionalidade, ou seja, é regulada pelo direito nacional. A cidadania da União não pode ser adquirida nem perdida sem a aquisição ou a perda da nacionalidade de um Estado-Membro. Representa, sobretudo, um novo estatuto decorrente do direito europeu.
Assim, a cidadania da União acresce à cidadania nacional e não a substitui, atribuindo direitos específicos aos cidadãos. Estes direitos estão consagrados: na Carta dos Direitos Fundamentais da União Europeia (CDFUE); no Tratado sobre o Funcionamento da União Europeia (TFUE) e no Tratado da União Europeia (TUE).
A cidadania europeia possibilita certos direitos e oportunidades no seio da União Europeia; em muitas áreas os cidadãos europeus têm os mesmos ou similares direitos que os cidadãos nativos de outro Estado-Membro. Entre os direitos de que gozam os cidadãos europeus destacam-se:
- circular e permanecer em qualquer país da UE (viajar, estudar, trabalhar, residir)
- voto (nas eleições para o Parlamento Europeu e para as autarquias)
- proteção diplomática em países terceiros
- proteção e defesa enquanto consumidor
- transparência e acesso aos documentos das instituições europeias
- comunicar na minha língua com as instituições da UE
- apresentar uma Iniciativa de Cidadania Europeia
- petição (ao Parlamento Europeu)
- queixa à Comissão Europeia
- queixa ao Provedor de Justiça Europeu (nos casos de má administração das instituições, agências ou órgãos europeus)
- direito à boa administração

Base jurídica: artigos 2.º, 3.º, 7.º e 9.º a 12.º do TUE, 18.º a 25.º do TFUE e 39.º a 46.º da CDFUE.
No caso Micheletti vs. Delegação do Governo na Cantábria (C-396/90) [1992] ECR I-4239, foi determinado que "cabe a cada Estado-membro, com a devida consideração das leis comunitárias, estabelecer as condições para a obtenção e perda de sua nacionalidade". Segundo o mesmo caso, a dupla-nacionalidade composta por apenas uma nacionalidade de um Estado-membro é suficiente para preencher todos os requerimentos necessários para ser reconhecida a titularidade da "Cidadania da União".

## Conceito
O conceito de cidadania da UE surge como complemento ao da cidadania nacional. Antes de se ter cidadania europeia têm-se cidadania de um determinado Estado que integre a União Europeia: a cidadania europeia não substitui a nacional. A origem do conceito de cidadania europeia remonta ao Tratado de Maastricht ou Tratado da União Europeia, de 1992, embora já existissem direitos inerentes ao facto de se ter nascido ou possuir cidadania de um determinado país da União Europeia. O direito à livre circulação e permanência em qualquer território dos Estados-Membros já aparece em 1957, no Tratado de Roma, fundador da CEE. 
Maastricht (TUE) apresentou, todavia, um projeto de cidadania mais consistente. Conferiu o direito fundamental e pessoal de circulação e de residência sem fazer referência a uma atividade económica, afirmou a possibilidade de se ser eleito ou eleger representantes em eleições para o Parlamento Europeu ou para eleições autárquicas, além de assegurar proteção diplomática e consular aos cidadãos da UE em países terceiros e outras equiparações de natureza diplomática. O direito de Petição ao Parlamento Europeu e o de acesso ao Provedor de Justiça Europeu são outras das alíneas que reforçaram, em Maastricht, o estatuto de cidadania europeia, enquanto instrumentos de apoio e ao serviço dos cidadãos da União Europeia.
A Cidadania Europeia tem acompanhado a construção da União Europeia e novos direitos e instrumentos têm sido criados para reforçar a participação das cidadãs e dos cidadãos. O último tratado assinado pelos Estados-Membros - o Tratado de Lisboa, em 2007 - viria a reforçar a participação das cidadãs e dos cidadãos da UE através da criação da Iniciativa de Cidadania Europeia.

## Passaportes
A UE não emite passaportes, mas os seus Estados-Membros emitem passaportes com um modelo comum. De cor borgonha, apresentam na capa o nome do Estado, o símbolo nacional e os nomes "União Europeia" e "Passaporte", na(s) língua(s) do Estado emissor.